# Théâtre dramatique de Valmiera
Le théâtre dramatique de Valmiera (en letton : Valmieras Drāmas teātris) est un théâtre en Lettonie qui a été fondé en 1923. Il s'agit du seul théâtre professionnel à Valmiera et dans toute la région de Vidzeme. Il se situe au 4, Lāčplēša iela. Ses trois salles de spectacle Lielā zāle, Apaļā zāle et Mazā zāle offrent respectivement 443, 100 et 100 places de spectateurs. Les représentations s'y déroulent en langue lettonne. Depuis 1999, le théâtre organise le festival Rūdolfs Blaumanis qui se déroule tous les trois à cinq ans.

## Histoire
En 1885, dans les locaux agrandis de l'Association des Lettons de Valmiera on a installé la première salle de spectacle. En 1905, Rūdolfs Blaumanis, de passage dans la ville, a participé à l'adaptation des deux de ses pièces - Indrāni, monté par Jānis Greste et Ugunī qu'il a monté lui-même. Il s'agissait, à cette époque d'un théâtre amateur. 
En 1923, on fonde la troupe professionnelle à l'aide de la municipalité. En 1926, voit le jour l'Association théâtrale du Nord de Lettonie (Ziemeļlatvijas teātra biedrība). En 1952, le théâtre engage comme metteur en scène Pēteris Lūcis, qui en devient le directeur artistique en 1957 -, il le restera jusqu'à sa mort en 1991. De 1953 jusqu'à 1991, le théâtre portait le nom de l'écrivain letton Leons Paegle (lv) (Leona Paegles Valsts Valmieras drāmas teātris).
En 1961, plusieurs acteurs de théâtre de Daugavpils réorganisé à cette époque se joignent à la troupe.
En 1987, on démolit le vieux bâtiment et commence la construction du nouveau. Entretemps, les répétitions se déroulent dans la maison de la culture de Vaidava. L’œuvre est achevée en 1994.  
En 1995–2000, le directeur artistique du théâtre était Varis Brasla.
En 2013, le théâtre a fêté ses 90 ans.